# Signe Danning
Signe Thora Aas Danning (25. august 1878 i Kristiania – 10. februar 1980 i Odense) var en norsk skuespiller som var med i de tidlige stumfilm.
Hun arbejdede ved Den Nationale Scene (1897-1906) og træf der den danske komponist Christian Danning (1867-1925). De giftede sig i 1902 og flyttede til Kristiania (1906) vhor hun spillede ved Fahlstrøms Teater og ved et teater på Tivoli (Oslo).  Efter fire stumfilm drog de til Odense (1914).
Efter mandens tidlige død bosatte hun sig i Gråbrødre Klostereret.

## Filmografi
- Hemmeligheden (1912)
- Bondefangeri i Vaterland (1911)
- Fattigdommens forbandelse (1911)
- Under forvandlingens lov (1911).  Hendes mand var også med.